# Nils Täpp
Nils Nisse Täpp, född 27 oktober 1917 i Malung, död 23 oktober 2000, var en svensk längdskidåkare som nådde sina största framgångar under slutet av 1940-talet och början av 1950-talet. Han vann två medaljer i 4 x 10 kilometer stafett vid Olympiska vinterspelen, guld 1948 och brons 1952. Han vann även ett guld på 4 x 10 kilometer stafett i VM 1950 i Lake Placid. År 1946 blev han svensk mästare på 15 km och 1949 i Stafett 3 x 10 km. Han tävlade för Sågmyra IF och Östersunds SK.